# Simulium chiriquiense
Simulium chiriquiense es una especie de insecto del género Simulium, familia Simuliidae, orden Diptera.
Fue descrita científicamente por Field, 1967.